# マルバル酸
マルバル酸（Malvalic acid）は、綿実油に含まれる脂肪酸の一つ。名称は、ワタが属するアオイ科（Malvaceae）に由来する。自然界に存在する数少ないシクロプロペン誘導体の一つである。
シクロプロペン環は、綿実油を摂取する動物の発育の異常の原因の一つと考えられている。また、その反応性は濃度に依存すると考えられている。水素化すると分解する。